# Луаргат
Луарга́т (фр. Louargat, брет. Louergad) — коммуна во Франции, находится в регионе Бретань. Департамент — Кот-д’Армор. Входит в состав кантона Каллак. Округ коммуны — Генган.
Код INSEE коммуны — 22135.

## География
Коммуна расположена приблизительно в 420 км к западу от Парижа, в 135 км западнее Ренна, в 45 км к западу от Сен-Бриё.

## Население
Население коммуны на 2016 год составляло 2 355 человек.
| 1962 | 1968 | 1975 | 1982 | 1990 | 1999 | 2008 | 2016 |
| ---- | ---- | ---- | ---- | ---- | ---- | ---- | ---- |
| 2428 | 2340 | 2179 | 2224 | 2128 | 2126 | 2230 | 2355 |

## Администрация
| Период | Период | Фамилия                  | Партия                  | Примечания           |
| ------ | ------ | ------------------------ | ----------------------- | -------------------- |
| 1966   | 1995   | Анри Ле Муаль            | Разные левые            | учитель              |
| 1995   | 2008   | Мишель Гийу              | беспартийный            |                      |
| 2008   | 2014   | Жильбер Ле Блевеннек     |                         |                      |
| 2014   |        | Брижитт Ле Геклу-Годфруа | Коммунистическая партия | Медицинский работник |

## Экономика
В 2007 году среди 1342 человек в трудоспособном возрасте (15—64 лет) 975 были экономически активными, 367 — неактивными (показатель активности — 72,7 %, в 1999 году было 68,5 %). Из 975 активных работали 911 человек (500 мужчин и 411 женщин), безработных было 64 (28 мужчин и 36 женщин). Среди 367 неактивных 97 человек были учениками или студентами, 153 — пенсионерами, 117 были неактивными по другим причинам.

## Достопримечательности
- Церковь Нотр-Дам (XVI век)
  - Барельеф «Троица» (XV век). Размеры — 24×46 см. Исторический памятник с 1983 года[3]
  - Потир, дискос (XVIII век). Исторический памятник с 1983 года[4]
- Часовни Сен-Жан-э-Сен-Фьякр (XVII век), Сен-Поль (XVIII век), Сен-Сильвестр (XVIII век), Сент-Эрве
- Феодальный мотт, известный как «Ан Доссан». Исторический памятник с 1946 года[5]
- Менгир Перга, один из самых высоких в Европе
- Гальская стела Сен-Мишель (железный век)

## Фотогалерея

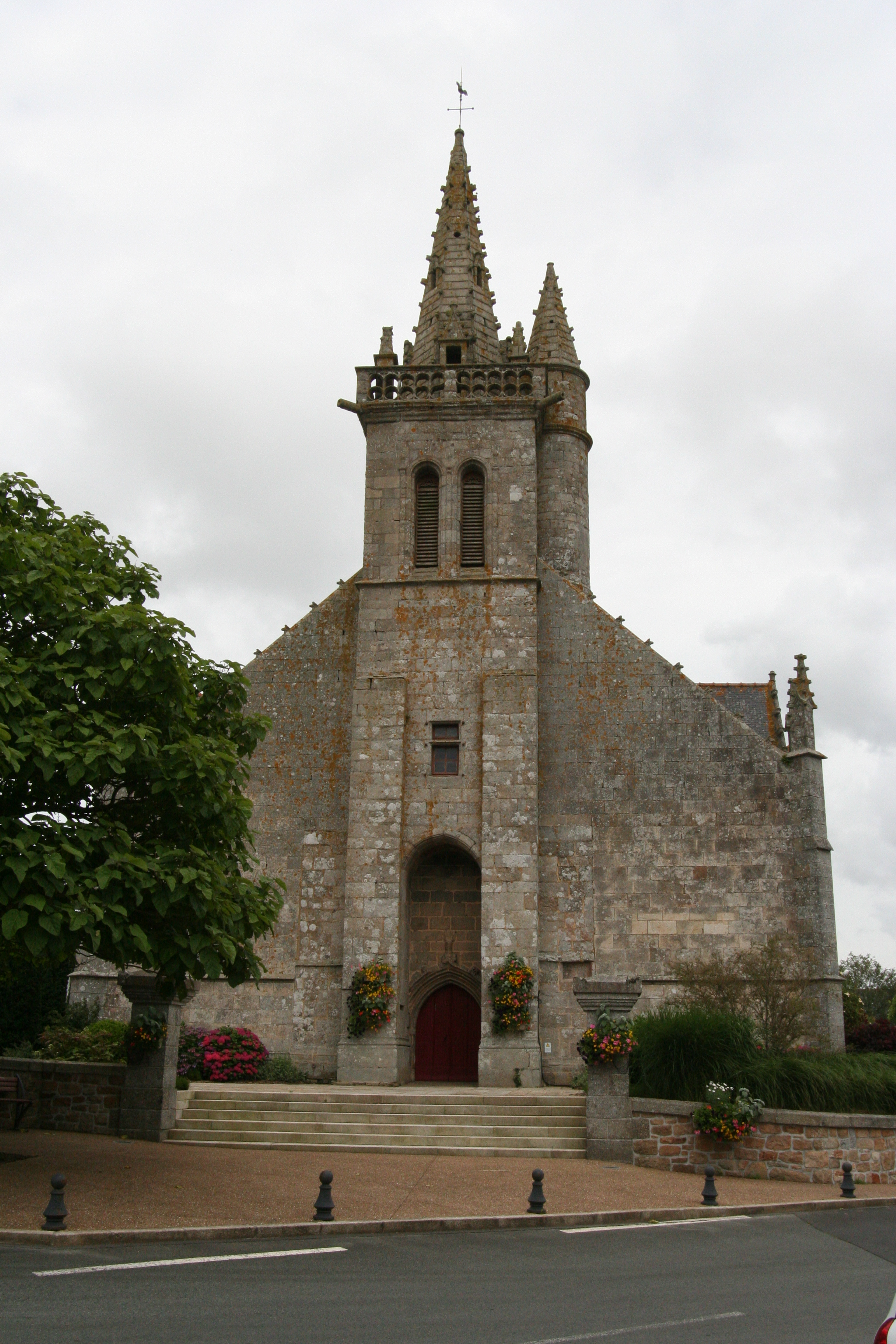
Церковь Нотр-Дам
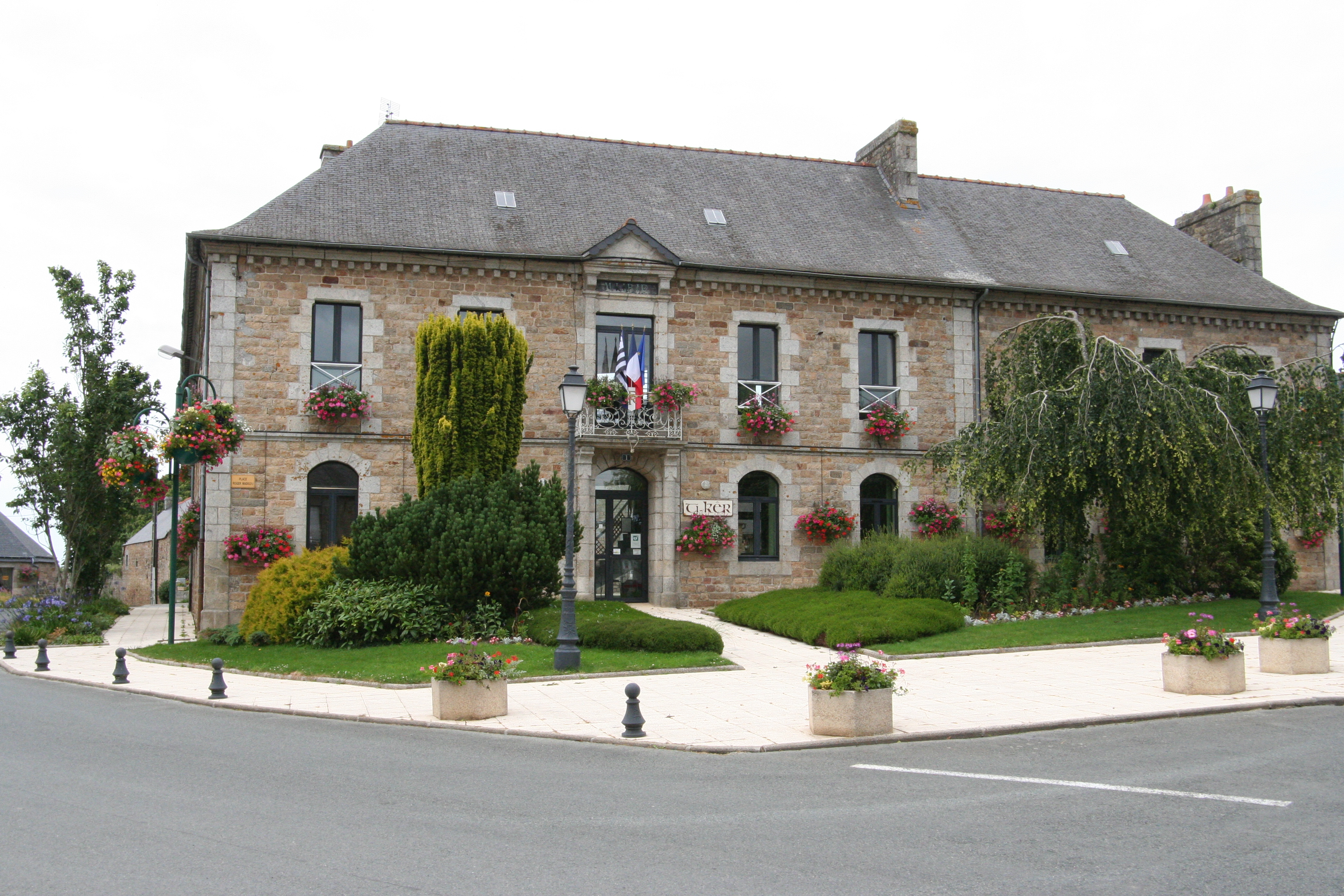
Мэрия
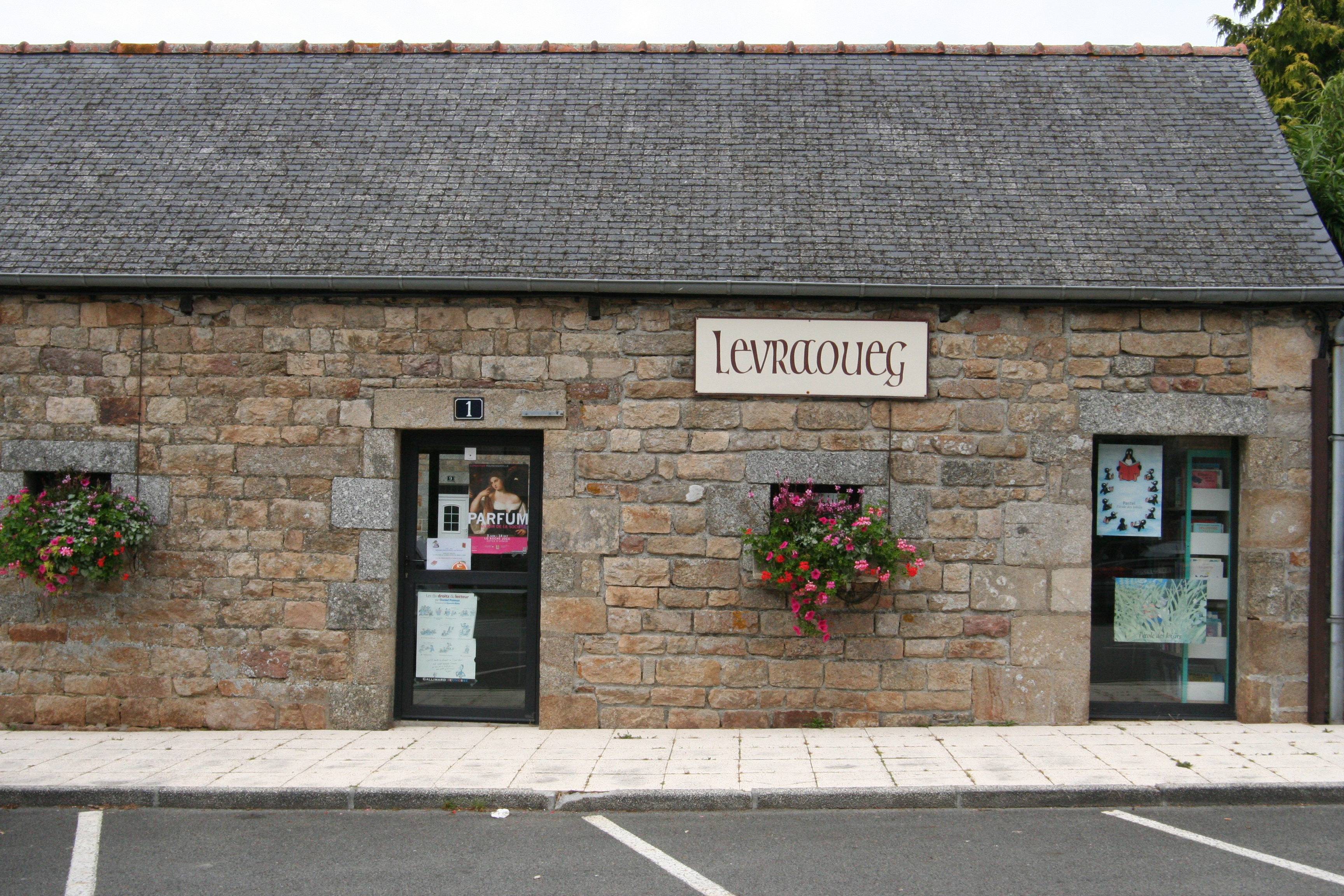
Библиотека
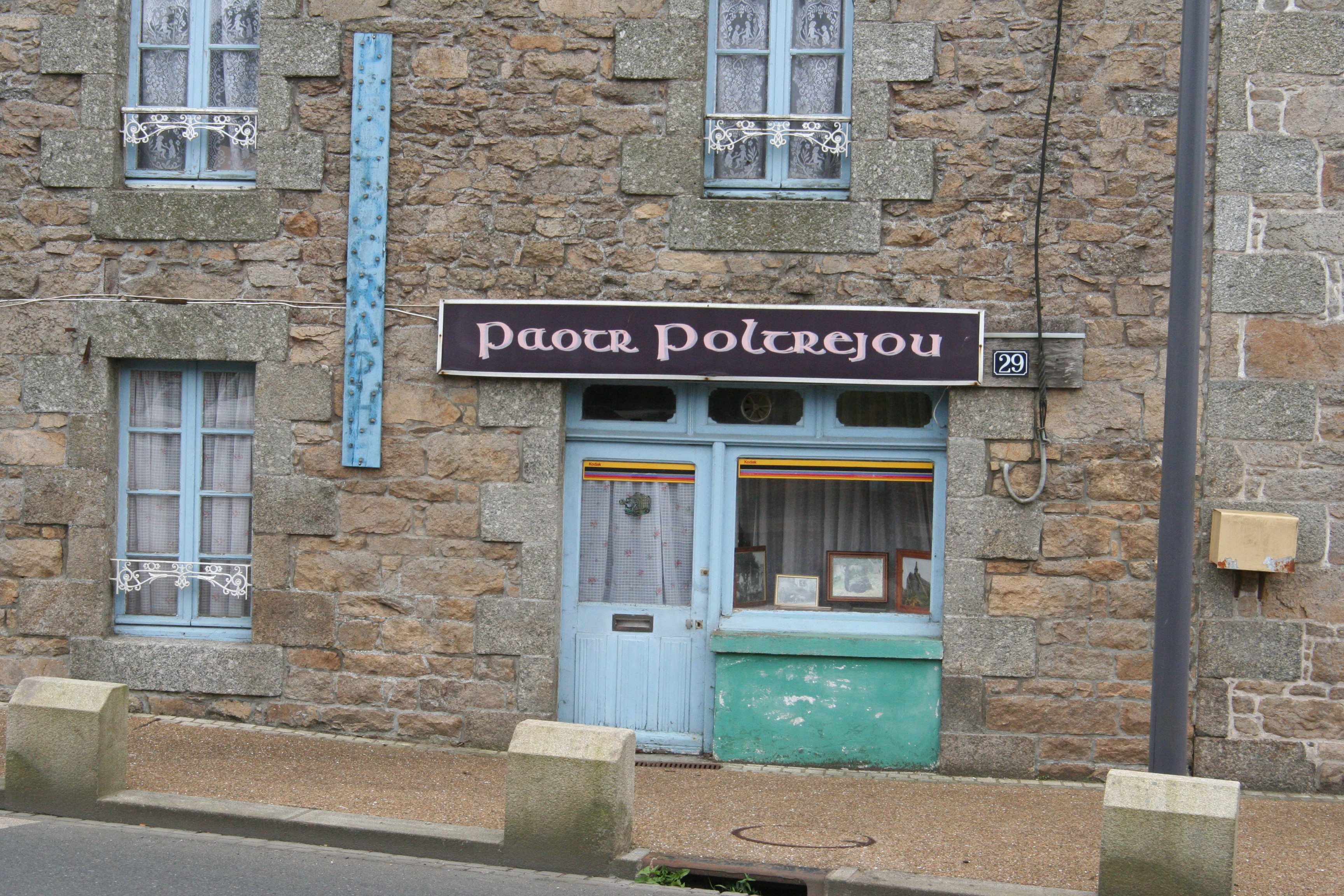
Фотомагазин
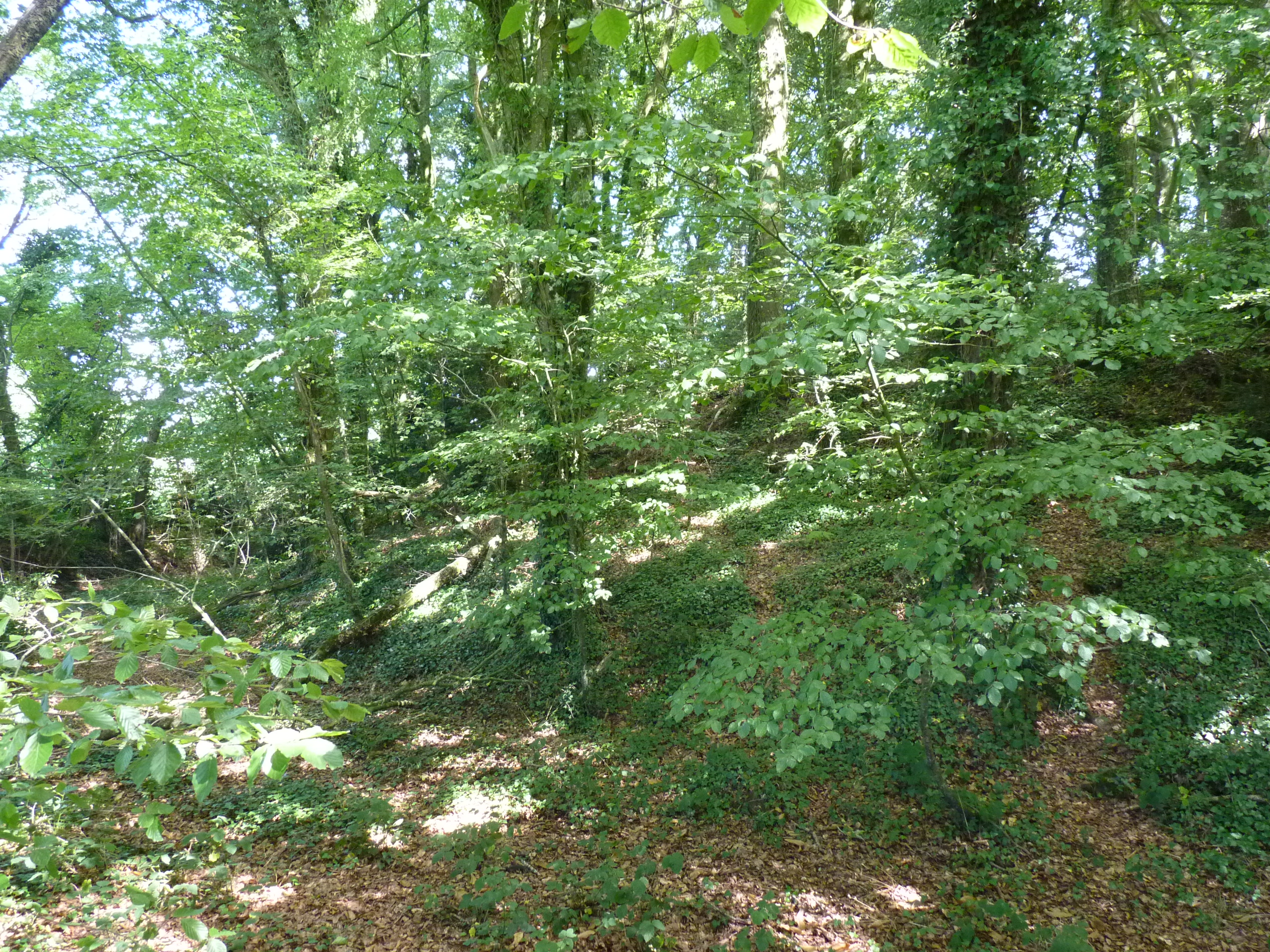
Феодальный мотт
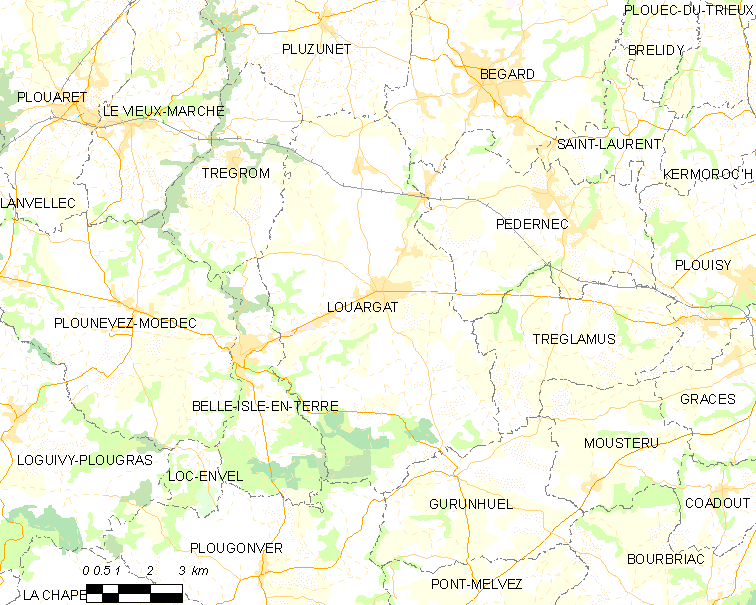
Карта коммуны